# ¡Ya hemos pasao!
¡Ya hemos pasao! (in italiano, Siamo già passati!) è uno slogan di propaganda usato per burlarsi dello slogan repubblicano ¡No pasarán!
Dopo la caduta di Barcellona, Benito Mussolini ebbe a pronunciare in un discorso a Roma il 29 gennaio 1939: "La parola d'ordine dei rossi era questa: "¡No pasarán!". Siamo passati, e vi dico...e vi dico che passeremo!".  Nell'ambiente nazionalista spagnolo fu composto un cuplé intitolato ¡Ya hemos pasao! che venne interpretato ed inciso dalla cantante Celia Gàmez. Il testo della canzone, ricordando con ironia il motto repubblicano, lo ribalta, sbeffeggiandolo alla luce dell'ingresso delle truppe franchiste a Madrid, attraverso quelle stesse strade dove ¡No pasarán! era apparso in striscioni e volantini.

## Testo della canzone
Era en aquel Madrid de hace dos años

Donde mandaban Prieto y don Lenín

Era en aquel Madrid de la cochambre

De Largo Caballero y don Negrín

Era en aquel Madrid de milicianos

De hoces y de martillos, y soviet

Era en aquel Madrid de puño en alto

Donde gritaban todos a la vez

¡No pasarán!, decían los marxistas

¡No pasarán!, gritaban por las calles

¡No pasarán!, se oía a todas hora

Por plazas y plazuelas con voces miserables

¡No pasarán!

¡No pasarán!, la burla cruel y el reto

¡No pasarán!, pasquín de las paredes

¡No pasarán!, gritaban por el micro

Chillaban en la prensa y en todos los papeles

¡No pasarán!

Este Madrid es hoy de yugo y flechas

Es sonriente, alegre y juvenil

Este Madrid es hoy brazos en alto

Y signos de facheza, cual nuevo abril

Este Madrid es hoy de la Falange

Siempre garboso y lleno de cuplés

A este Madrid que cree en la Paloma

Hoy que ya es libre así le cantaré

¡Ya hemos pasao!, decimos los facciosos

¡Ya hemos pasao!, gritamos los rebeldes

¡Ya hemos pasao!, y estamos en el Prado

Mirando frente a frente a la señá Cibeles

¡Ya hemos pasao!

¡Ya hemos pasao!, y estamos en las Cavas

¡Ya hemos pasao!, con alma y corazón

¡Ya hemos pasao!, y estamos esperando

Pa ver caer la bola de la Gobernación

¡Ya hemos pasao!

Ja, ja, ja, ja

¡Ya hemos pasao!